# Arbent
Arbent település Franciaországban, Ain megyében. Lakosainak száma 3482 fő (2022. január 1.). Arbent Dortan, Échallon, Oyonnax és Viry községekkel határos.

## Népesség
A település népességének változása:
| Lakosok száma | 1255 | 2766 | 3369 | 3464 | 3410 | 3392 | 3367 | 3349 | 3336 | 3482 |
|               | 1968 | 1982 | 1990 | 2006 | 2013 | 2015 | 2017 | 2019 | 2020 | 2022 |